# 용산서원 (경북)
용산서원 (경북)(龜山書院)은 대한민국 경상북도 경주시에 위치한 조선 시대의 서원이다. 1699년에 창건되었으며, 최진립(崔震立)을 제향하고 있다.